# Centro Cultural de Vanuatu

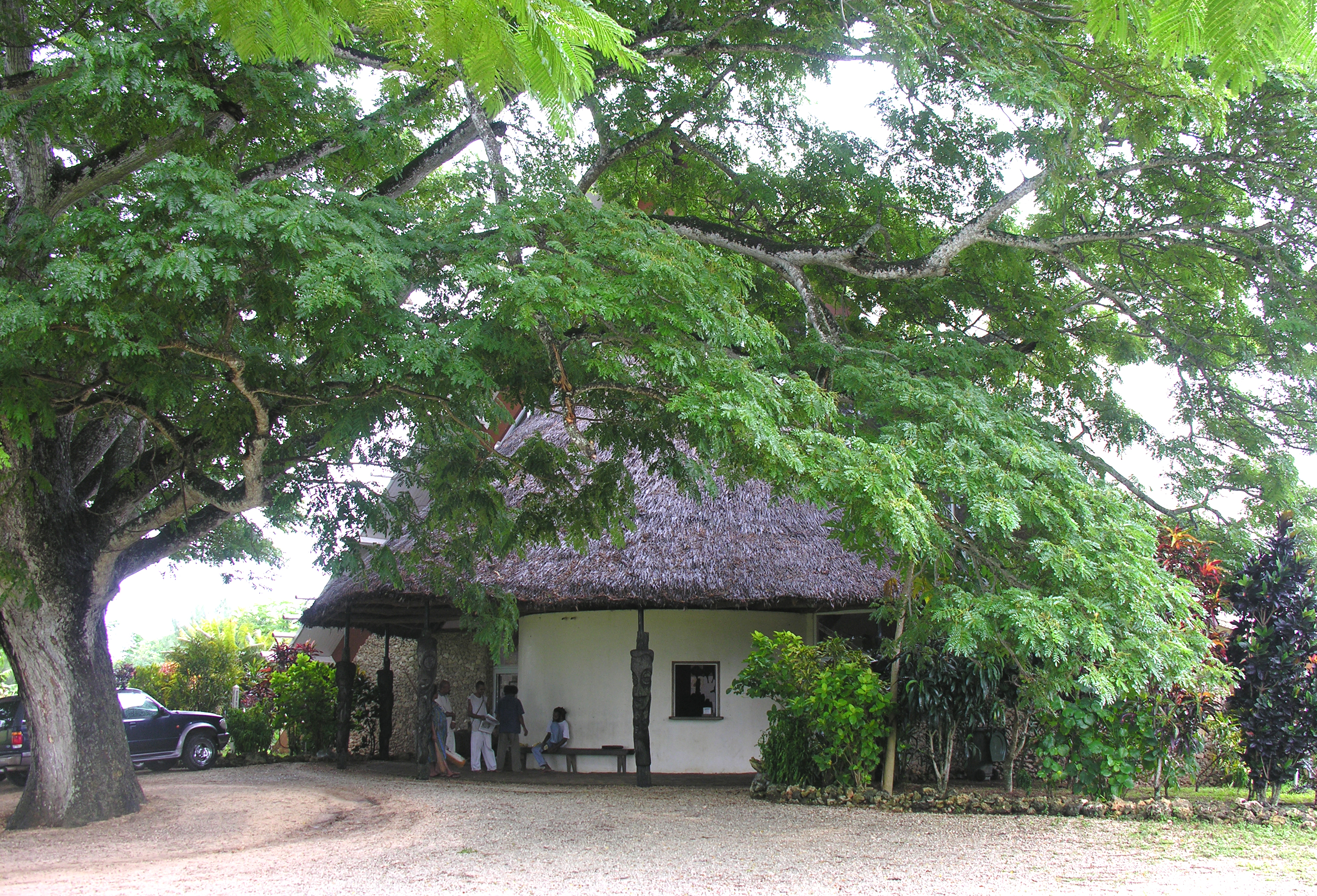
O Centro Cultural de Vanuatu

O Centro Cultural de Vanuatu (em Bislamá Vanuatu Kaljoral Senta  ou "VKS"; em francês Centre Culturel du Vanuatu ), fundado em 1955,  é a instituição cultural nacional de Vanuatu. Ele está localizado na capital Porto Vila. 
De 1995 a 2006, o VKS foi dirigido por Ralph Regenvanu. De 2007 até sua demissão em novembro de 2014, Abong Marcelin foi diretor. Ambong Thompson é atualmente diretor interino.

## A instituição
Descrevendo-se como "uma organização que trabalha para registrar e promover as diversas culturas" de Vanuatu, o Centro Cultural de Vanuatu desempenha o papel de um organismo nacional de preservação, proteção e promoção dos diferentes aspectos da cultura do arquipélago. O Centro Cultural de Vanuatu é uma organização guarda-chuva que inclui :
- O Museu Nacional de Vanuatu
- A Unidade Nacional de Cinema e Som
- Pesquisa sobre o local histórico e cultural de Vanuatu
- Arquivos Nacionais
- A Biblioteca Nacional
- A Biblioteca Pública
- A Unidade dos Trabalhadores de Campo
- Centro Cultural Tafea (Lenakel, Tanna)
- Centro Cultural Malekula
- VKS

O objetivo é registrar e promover as culturas indígenas tradicionais de Vanuatu em seus vários aspectos - do desenho na areia à música, mergulho em terra, outras “práticas consuetudinárias” e “saberes indígenas”, mas também as “artes e música contemporâneas” do país.
Entre seus projetos está o Projeto de Coleta de Tradições Oral, iniciado em 1976, que foi descrito como "sem dúvida, o programa de documentação cultural de base de maior sucesso do Pacífico".
O Centro produz programas de rádio e vídeos voltados para a promoção, preservação ou revitalização cultural. Em 1996, a coleção do Centro continha "aproximadamente 2500 horas de fita de áudio, 2300 horas de fita de vídeo, vinte e três horas de filmagem de 16 milímetros, trinta horas de filmagem de 8 milímetros, 3000 primeiros (até 1950) preto e fotografias em branco e cerca de 4000 slides em cores, negativos em cores e negativos em preto e branco ". O acesso a parte desse material é restrito, sendo tabu. Alguns materiais podem ser acessados apenas por homens, alguns apenas por mulheres e alguns apenas por membros de grupos culturais indígenas específicos.